# E (Programmiersprache)
E ist eine objektorientierte Programmiersprache für sicheres verteiltes Rechnen, die 1997 von Mark S. Miller, Dan Bornstein, Douglas Crockford, Chip Morningstar und anderen bei der Firma Electric Communities entwickelt wurde. E stammt hauptsächlich von den nebenläufigen Sprachen Joule und Original-E ab, einer Reihe von Erweiterungen für Java zur sicheren verteilten Programmierung. E kombiniert nachrichtenbasierte Berechnungen mit einer Java-ähnlichen Syntax. Ein Nebenläufigkeitsmodell, das auf Ereignisschleifen und Promises basiert, stellt sicher, dass es nie zu einem Deadlock kommen kann.